# 唐宮中國

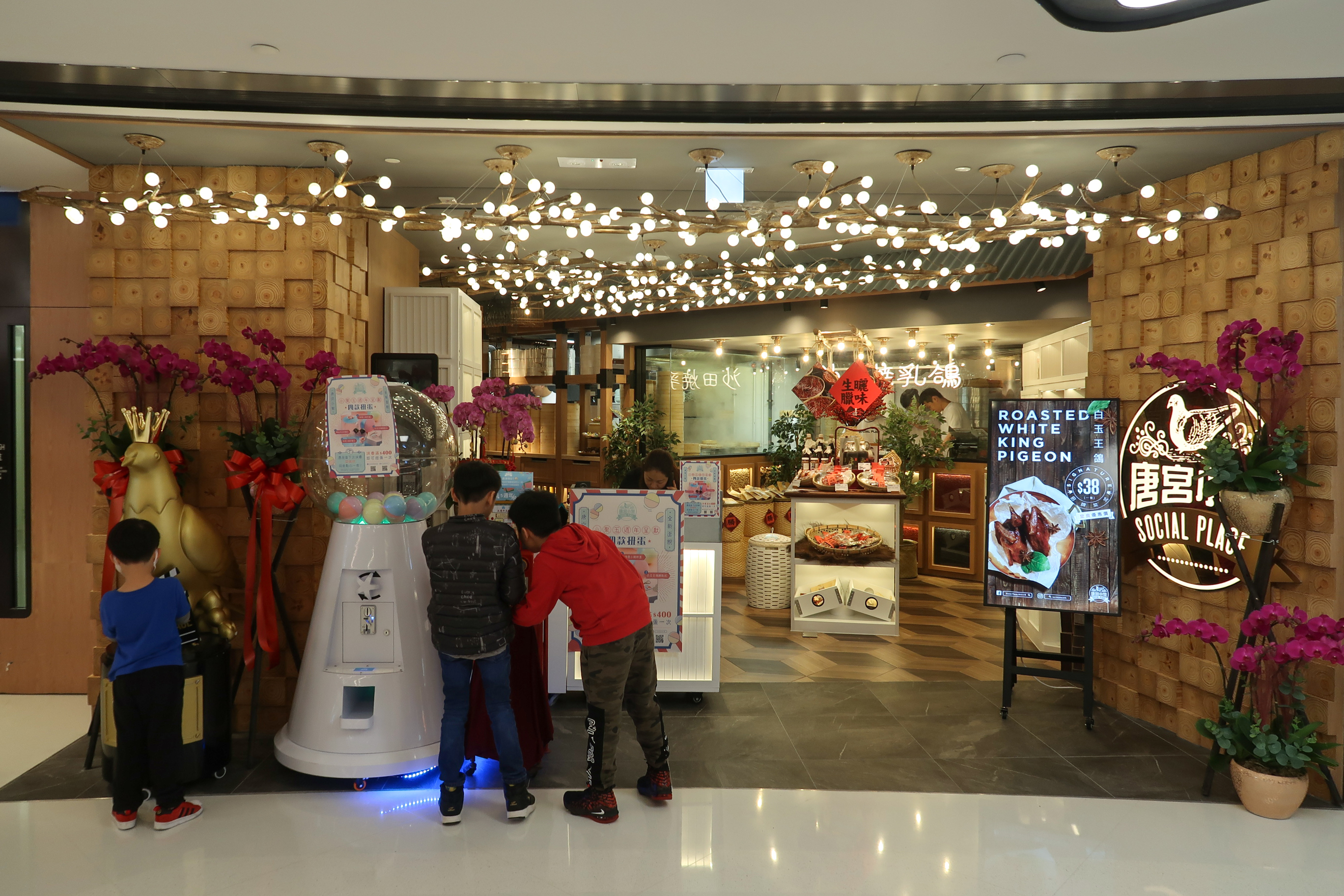
唐宮小聚在沙田新城市廣場第三期的分店

唐宮(中國)控股有限公司，簡稱唐宮(中國)（英語：Tang Palace (China) Holdings Limited，港交所：01181），是在1992年由葉樹明、陳文偉、古學超共同創立，中國餐飲企業，旗下品牌包括唐宮小聚「唐宮海鮮舫」、「唐宮壹號」、「盛世唐宮」、「唐宮膳」、「忍者居日本料理」、「櫻川日本料理」及「胡椒廚房」食肆。
而曾有「唐宮深圳東道明」、「格兰咖啡」的等食肆，但由於長期虧損，加上無利可圖，於是進行結業。另外，在2011年4月19日於香港交易所主板上市。總部位於香港九龍科學館道1號康宏廣場南座10樓3室。招股價為1.65港元，發行股份為100,000,000股，集資額為165,000,000港元。
其中北京、上海、深圳、蘇州、杭州及東莞比重最多，至於工廠方面，則是上海。
而在2011年12月31日年度，全年收入7.46億元（人民幣‧下同），按年增長23.02%，純利5,072.6萬元。